# Tallinna FC Lantana
Tallinna FC Lantana – estoński klub piłkarski z siedzibą w Tallinnie. działający w latach 1994–1999.

## Historia
Klub założony został w 1994 na bazie klubu Nikol Tallinn. W 1996 i 1997 wygrał Meistriliiga, a po sezonie w 1999 został rozwiązany.

### Sukcesy
- mistrz Estonii: 1995/96, 1996/97
- wicemistrz Estonii: 1994/95
- brązowy medalista Mistrzostw Estonii: 1997/98, 1998
- zdobywca Pucharu Estonii: 1997/98
- finalista Pucharu Estonii: 1994/95, 1996/97, 1997/98

### Sezony
| Rok   | Liga | Pozycja | Gole +/- | Punkty |
| ----- | ---- | ------- | -------- | ------ |
| 94/95 | I    | 2       | +37      | 31     |
| 95/96 | I    | 1       | +29      | 33     |
| 96/97 | I    | 1       | +21      | 35     |
| 97/98 | I    | 4       | +3       | 19     |
| 1998  | I    | 3       | +7       | 25     |
| 1999  | I    | 6       | -21      | 27     |

## Europejskie puchary
Legenda do wszystkich tabel:
- Q – runda eliminacyjna, 1/16, 1/8, 1/4, 1/2 – odpowiednia faza rozgrywek, Grupa – runda grupowa, 1r gr – pierwsza runda grupowa, 2r gr – druga runda grupowa, F – finał, R – runda, PO – play-off
- k. – rzuty karne, los. – losowanie, Dogr. – dogrywka, w. – zasada bramek strzelonych na wyjeździe

| Sezon     | Rozgrywki                 | Runda | Klub               | Dom | Wyjazd | Ogólnie |
| --------- | ------------------------- | ----- | ------------------ | --- | ------ | ------- |
| 1995/96   | Puchar Zdobywców Pucharów | 1Q    | Liepājas Metalurgs | 0–0 | 0–3    | 0–3     |
| 1996/97   | Puchar UEFA               | 1Q    | Vestmannaeyja      | 2–1 | 0–0    | 2–1     |
| 1996/97   | Puchar UEFA               | 2Q    | FC Aarau           | 2–0 | 0–4    | 2–4     |
| 1997/98   | Liga Mistrzów             | 1Q    | Jazz Pori          | 0–2 | 0–1    | 0–3     |
| 1998/99   | Puchar Zdobywców Pucharów | 1Q    | Hearts             | 0–1 | 0–5    | 0–6     |
| 1999/2000 | Puchar UEFA               | 1Q    | Torpedo Kutaisi    | 0–5 | 2–4    | 2–9     |